# Comuna Ankaran
Comuna Ankaran (în slovenă Občina Ankaran) este o comună din vestul Sloveniei. Reședința sa este orașul Ankaran.